# Baarìa (2009.)
Baarìa je talijanski film redatelja Giuseppea Tornatorea iz 2009. godine. S ovim filmom otvoren je 66. Venecijanski filmski festival u rujnu 2009.

## Radnja
Film prikazuje život u Sicilijanskom gradu Bagherii (Baarìa na sicilijskom), od 1930-ih do 1980-ih, kroz oči ljubavnika Peppina (Francesco Scianna) i Mannine (Margareth Madè).
Sicilijanska obitelj praćena je kroz tri generacije: od Cicca, preko njegovig sina Peppina, do njegovog unuka Pietra. Opisujući privatne živote glavnih likova i njihovih obitelji, film dočarava ljubavi, snove i razočaranja jedne cjelokupne zajednice u pokrajini Palermo kroz četiri desetljeća: tijekom fašističkog perioda, Cicco je skromni pastir, koji međutim, pronalazi vrijeme za svoju strast: knjige, epske pjesme, i poznate popularne ljubavne romane. U danima kada je zavladala glad u Drugom svjetskom ratu, njegov sin Peppino svjedoči nepravdi mafijaša i zemljoposjednika, i postaje komunist. 
Poslije rata, susreće ženu svoga života. Njena obitelj se protivi njihovoj vezi, zbog njegovih političkih stajališta, ali par inzistira na braku, i dobivaju djecu.
U filmu su još opisane scene trčećeg dječaka, živa muha skrivena u dječjoj igračci, čovjek koji sam sebe povrjeđuje da bi izbjegao sudjelovanje u ratu, pljačke tijekom  invazije na Siciliju, pravljenje odjeće od padobrana, i scena kada Peppinova kćer naziva oca fašistom jer joj ne dozvoljava nošenje mini suknje.
Trčanje kroz film je opis povijesti talijanske ljevice, posebice Talijanske komunističe partije, koje je Peppino doživotni član. Ono oslikava njegovu borbu protiv nepravde i eventualnog razočaranja glede korupcije i dogovora njegovih političkih drugova.

## Produkcija
Film je sniman u mjestu Bagheria, u kom je Tornatore rođen, i nedaleko grada Tunisa u Tunisu. Snimci u Tunisu su imali zadatak dočarati kako je Bagheria izgledala početkom 20. stoljeća.

## Jezik
Postoje dvije inačice filma, originalna na sicilijanskom jeziku i druga sinkronizirana na talijanski jezik.